# Steginoporella simplex
Steginoporella simplex är en mossdjursart. Steginoporella simplex ingår i släktet Steginoporella och familjen Steginoporellidae.
Artens utbredningsområde är Röda havet. Inga underarter finns listade i Catalogue of Life.